# Neutral Milk Hotel
A Neutral Milk Hotel amerikai rockegyüttes volt. 1989-ben alakultak. A tagok a Louisiana állambeli Rustonból, illetve a Georgia állambeli Athensből származnak. Először 1999-ben oszlottak fel, majd 2013-tól 2015-ig működtek újra, de új lemezt ekkor már nem készítettek. Albumaikat az Elephant 6, Merge Records, Domino Records, Fire Records  kiadók dobják piacra. Indie rock, lo-fi, pszichedélikus rock, folk-punk műfajokban zenéltek, korábban a noise rock műfajban is zenéltek. Amikor nevük eredetéről kérdezték őket, Jeff Mangum azt válaszolta, hogy titokban szeretné tartani.

## Tagok
- Jeff Mangum – gitár, ének, billentyűk, basszusgitár, dobok (1989–1999, 2013–2015)
- Jeremy Barnes – dobok zongora, orgona (1996–1999, 2013–2015)
- Scott Spillane – trombita, szárnykürt, harsona, eufónium, gitár (1996–1999, 2013–2015)
- Julian Koster – basszusgitár, hegedű, bendzsó, billentyűk, orgona (1996–1999, 2013–2015)

## Diszkográfia
- On Avery Island (1996)
- In the Aeroplane Over the Sea (1998)